# 제이씨데코
제이씨데코(JCDecaux) 또는 제이씨데코 그룹(JCDecaux Group)은 프랑스 파리 주변 뇌이쉬르센에 위치한 다국적 기업으로 버스 정류장 광고 시스템, 간판, 공유 자전거 렌털 시스템, 거리 가구로 유명하다. 세계 최대의 실외 광고 기업이다.
1964년 프랑스 리옹에서 Jean-Claude Decaux에 의해 설립되었다. 해가 거듭하면서 공격적인 확장이 이어졌으며 부분적으로는 여러 국가의 더 작은 광고 기업들의 인수가 수반되었다. 제이씨데코의 현재 직원 수는 전 세계 13,030명 이상이며 75개국에서 운영하고 있다. 프랑스만으로 제이씨데코의 직원 수는 3,500명 이상이다.